# Carolina Coronado
Carolina Coronado Romero de Tejada (1820 – 15 janvier, 1911) est une écrivaine romantique espagnole considérée comme l'égale de sa contemporaine Rosalía de Castro. Elle connut un succès tel qu'on la surnomma « la Bécquer féminine » en référence au poète Gustavo Adolfo Bécquer. Carolina Coronado mourut à Lisbonne au Portugal le 15 janvier 1911.

## Biographie

### Jeunesse

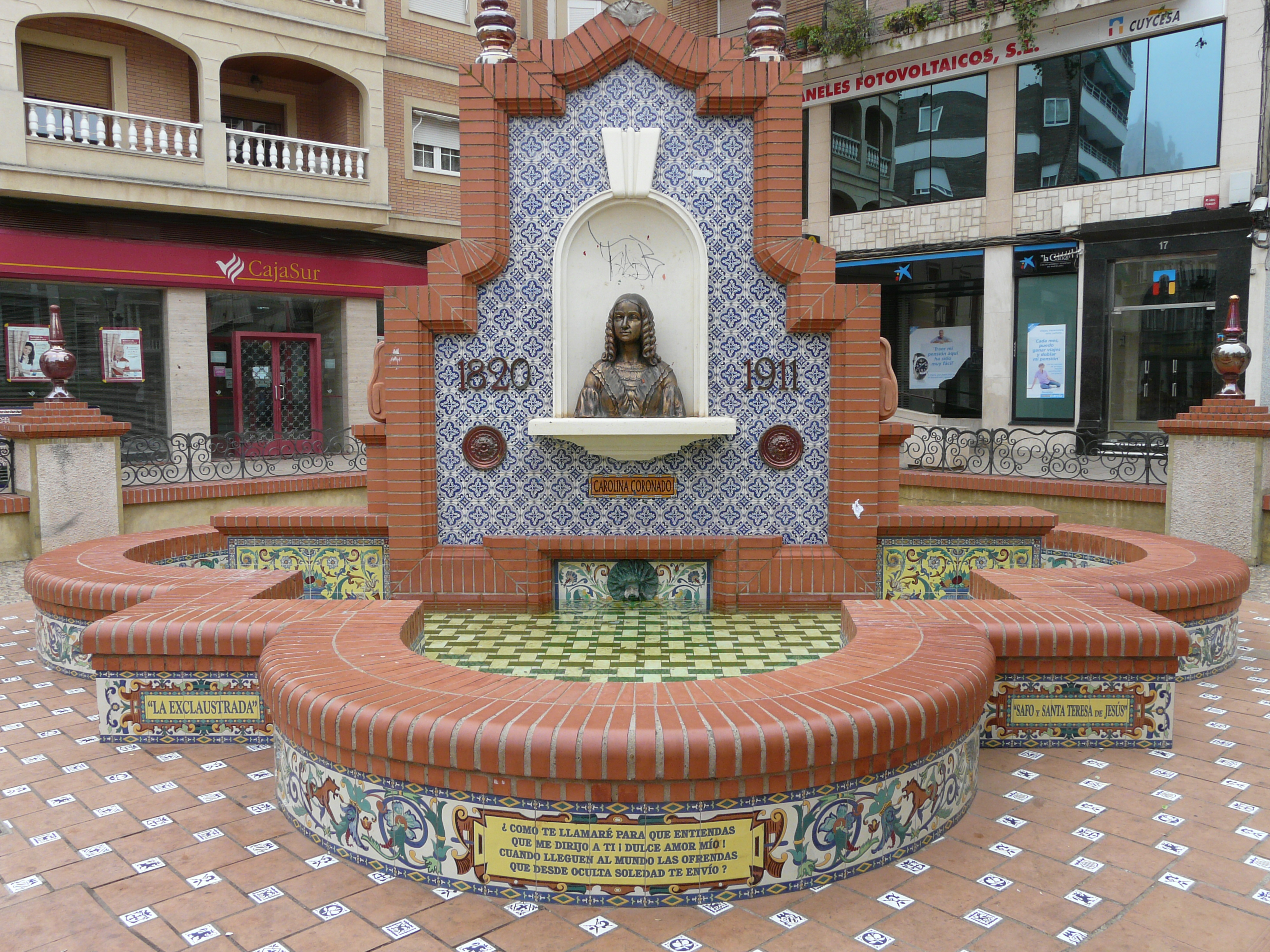
Monument à Carolina Coronado à Almendralejo

Carolina Coronado naquit à Almendralejo, dans la province de Badajoz en Estrémadure, en 1820. Sa famille était aisée et d'idées libérales, ce qui valut au père et au grand-père de Carolina d'être persécutés sous le règne anti-libéral de Ferdinand VII d'Espagne : son grand-père Fermín Coronado était mort en 1820 des conséquences de mauvais traitements, tandis que son père Nicolás, emprisonné en 1825, fut amnistié en 1829.
C'est à la suite de l'incarcération de son père que la famille de Carolina déménagea vers la capitale provinciale, Badajoz. Carolina y reçut l'éducation traditionnellement réservée aux filles de son époque : bonnes manières, couture et travaux ménagers. Cependant on sait qu'elle reçut une bonne culture musicale et excellait au piano et à la harpe. Elle montra tôt de l'intérêt pour la littérature, lisant des livres de genres divers qu'elle empruntait à la bibliothèque paternelle. C'est ainsi qu'elle se mit à écrire des poèmes dès l'âge de dix ans. En 1839, un de ses poèmes, l'ode « A una pluma » écrit à l'âge de 14 ans fut publié dans la revue madrilène « El Piloto », grâce à l'intervention de sa famille auprès de cercles libéraux. Pour autant celle-ci n'encourageait pas Carolina à poursuivre une carrière littéraire,.
Carolina Coronado reçut l'aide et les conseils du dramaturge libéral Juan Eugenio Hartzenbusch avec lequel elle correspondit régulièrement, et qui l'aida à publier son premier recueil de poèmes en 1843. Le poète de tendance libérale José de Espronceda l'accueillit favorablement.
Il est possible que son tempérament romantique ait été inspiré par les crises de catalepsie dont elle souffrait. Elle fit embaumer son mari défunt, refusant de l'enterrer, et eut même plusieurs « prémonitions » dans lesquelles elle prédit la mort de ses enfants.

### Vie à Madrid
En 1844 une crise d'épilepsie la laissa pour morte et elle reçut l'hommage officiel de poètes et d'écrivains, ce qui accrut sa reconnaissance et sa notoriété. En 1848 une maladie nerveuse la laissa à demi paralysée et les médecins lui recommandèrent de prendre les eaux près de Madrid, où elle s'installa en 1850.
En 1852 elle épousa Justo Horacio Perry, premier secrétaire à l'ambassade des États-Unis. Sa beauté et son talent firent remarquer Carolina Coronado des cercles littéraires et de la cour d'Isabelle II, et sa maison de la rue de Lagasca devint un centre de la vie littéraire madrilène, et le refuge des hommes politiques pourchassés après la tentative de soulèvement du 22 juin 1866. Des personnalités telles qu'Ángel de Saavedra, duc de Rivas, Manuel José Quintana ou Emilio Castelar y Ripoll fréquentèrent son salon.
Son fils Horacio meurt à l'âge de deux ans en 1854, puis dix-neuf ans plus tard, en 1873, sa fille Carolina, dont elle fait embaumer le corps, conservé au couvent de las Madres Pascualas de Recoletos. Le couple s'installe alors à Lisbonne, à Paço de Arcos puis au palais de la Mitra à Loures. Le mari de Carolina meurt en 1891, et elle le fait également embaumer et conserver dans la chapelle familiale. Carolina meurt le 15 janvier 1911. La seule fille survivante, Matilde, et son mari le marquis de Torres-Cabrera, font transporter ses restes, ainsi que ceux de son mari, à Badajoz.

## Œuvre
- Alfonso IV de León
- El divino Figueroa
- La exclaustrada
- Un alcalde de monterilla
- Luz
- El bonete de San Ramón
- Poesías (1843)
- El cuadro de la Esperanza (1846)
- Paquita. La luz del Tajo. Adoración (1850)
- Jarilla (1851)
- Páginas de un diario. Adoración (1851)
- El siglo de las Reynas (1852)
- Poesías de la señorita doña Carolina Coronado (1852)[5]
- La Sigea (1854)[6]
- ¡No hay nada más triste que el último adiós! (1859)
- España y Napoleón (1861)
- La rueda de la Desgracia. Manuscrito de un Conde (1873)
- A un poeta del porvenir (1874)
- Vanidad de vanidades (1875)
- Anales del Tajo. Lisboa. Descripción en prosa (1875)
- Jarilla (1878)[7]
- La rueda de la desgracia. Manuscrito de un conde (1878)[8]

Carolina Coronado collabore épisodiquement à la revue culturelle Museo de las Familias (1843-1870).